# 황신덕

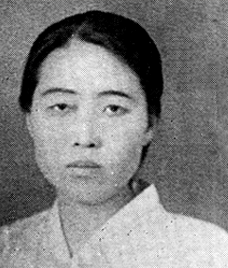
황신덕

황신덕(黃信德, 1898년 ~ 1983년 11월 22일)은 일제강점기의 언론인, 교육자, 사회운동가, 여성운동가이며, 대한민국의 교육자, 여성운동가이며 친일행위를 하였다. 본관은 제안.

## 생애
평양의 숭의여학교를 졸업하고 일본에 유학했다. 귀국한 뒤로는 《시대일보》, 《중외일보》, 《동아일보》의 기자와 동아일보가 발간하던 여성잡지 《신가정》 기자로 근무했다. 2·8 독립 선언과 3·1 운동에 가담하였고 신간회와 근우회에도 활동하였다.
광복 후에는 우익 정치인으로 활동하였고, 1950년 6.25전쟁 때 납북되었다가 탈출했다. 1952년에 여성문제연구회를 창립하고 1956년에 가정법률상담소를 창설하였으며, 가정 내 여성의 불이익을 구제하는 활동, 이태영 등과 함께 가족법 개정 운동 등을 추진하였다. 이후 교육 활동, 여성 운동에 종사하였다.
추계예술대학교와 중앙여중, 중앙여고의 설립자이다. 독립운동가 겸 여성운동가 황애덕과 자매간이다.

### 생애 초기
황신덕은 평안남도 대동군(현 평양직할시)에서 황석청(黃錫淸)의 딸로 태어났다. 본관은 제안(齊安)아고 아호는 추계(秋溪)이다. 1898년생으로 일설에는 1889년생이라고도 한다. 평양 출신으로 교육자 집안에서 자라나 일찍부터 신학문을 배우게 되었다. 3·1 운동에 참가했고 3·1여성동지회 초대 회장을 지낸 황애덕이 황신덕의 언니이다.
평양의 정진소학교를 졸업한 후 황애덕이 교사로 있던 평양의 숭의여학교에 진학하였으며, 숭의여고 재학 중 비밀결사조직인 송죽회(松竹會)에 참여하였고, 독립운동의 일환으로 일본어배격운동에 참가하기도 하였다.

### 유학과 독립 운동
1919년 숭의여학교를 졸업하고 일본으로 유학을 갔고, 일본에서 2·8 독립 선언에 참여했다. 그해 3월 전국적인 만세 소요가 계획되자 입국하여 3·1 만세 운동에도 참여하였다.
체포를 모면한 뒤 일본으로 돌아가 학업에 복귀했으며, 1920년 3·1운동 1주년 기념일에는 일본 히비야(北谷) 공원에서 3·1운동 1주년 기념행사를 거행, 주관하였다가 일본 경찰에 체포되어 2주일간 구류 처분을 받고 유치장을 다녀왔다.
1920년 1월 유각경 등과 함께 여자학흥회(女子學興會)를 조직하여 활동했으나 1923년 봄 탈퇴하였다.

### 기자 생활과 여성단체 활동
1921년 일본 와세다 대학(早稻田大學)을 중퇴하고 니혼여자대학 사회사업학부에 편입하였고 1926년 일본여자대학 사회사업부를 졸업했다. 귀국한 뒤로는 1926년부터 《시대일보》에 입사하여 기자가 되고, 《중외일보》의 기자로도 활동하였다.
1925년 1월 허정숙, 박정덕 등과 함께 경성여자청년동맹(京城女子靑年同盟)을 창설하여 멤버로 활동하였고, 1926년 조선여성동우회(朝鮮女性同友會)에 가입하여 활동하였다. 1926년 동경여자유학생 출신이며 일월회파(一月會派) 사회주의자 안광천(安光泉)의 아내인 이현경(李賢卿)이 귀국하자 경성청년여성동맹과 일월회파 일부가 합류하여 1926년 12월 중앙여자청년회(中央女子靑年會)를 창설할 때 그도 참여하였다.
이후 중앙여자청년회의 회원으로 있다가 근우회를 창립할 때 창림 멤버로서 참여하였다. 1927년 신간회에 가입하고, 그해에 좌우 합작의 여성 독립 운동 세력인 근우회(槿友會)의 핵심부에서 활동하기도 했으나, 1930년대 말부터 광복 시점까지 각종 강연과 좌담회, 기고를 통하여 친일 활동을 했다.

### 동성애 고백
1929년 동아일보의 기자 출신 임봉순과 결혼했다. 한편 1930년 그는 자신의 동성애를 고백하여 화제가 되었다. 소파 방정환이 주관하던 잡지 별건곤은 중외일보 기자로 있던 황신덕은 물론 산부인과 의사 허영숙과 이덕요 등의 동성연애 경험담을 취재한 기획기사를 싣기도 했다.
| “ | 여학생 시절에 동성연애를 안 해본 사람은 별로 없을 것입니다. 나 역시 여러 차례 경험해 보았습니다. 지금 생각하면 우스운 일도 더러 있지요. 숭의여학교 다닐 때 태천에서 온 동무하고 친하게 지냈습니다. 그 동무는 부모도 없는 퍽 불쌍한 사람이었습니다. 아마도 동정에서부터 사랑이 싹튼 것 같습니다. 집에 맛있는 음식이 있으면 반드시 기숙사에 있는 그 동무를 데려다가 같이 먹어야 마음이 편하고, 아침에 학교에 갈 때는 그 동무의 얼굴을 볼 것을 생각하면 발걸음이 빨라지며 마음이 설레였습니다. 그러다가 겨울 방학이 돼 동무가 고향으로 가게 되었을 때 2주 밖에 떨어지지 않을 것이지만 보고싶어 견딜 수 없을 것 같았습니다. 정거장에서 막 붙잡고 둘이서 울었지요. 목소리가 높아가는 것도 알지 못하고 한참 울고 나니까 구경꾼이 쭉 둘러섰겠지요. 동무가 고향으로 돌아간 뒤로는, 빠지지 않고 다니던 예배당에 혼자 가기가 너무 서운해서 몇 번이나 빠졌답니다. 이것이 나의 최초의 동성연애인가 봅니다. 그 후로도 많은 동무와 친했지만 그때같이 순수한 마음으로 사랑해본 적이 없습니다. | ” |
|   | — '여류 명사의 동성연애기', 별건곤 1930년 11월호 |   |

그의 동성애 고백은 화제가 되었지만, 허영숙 등은 자신의 동성애를 고백하면서 동성애 대상의 실명까지 거론하여 곧 묻혀졌다.

### 교육 활동과 친일 활동
1935년부터 1940년까지 《동아일보》 의 기자와, 동아일보사의 여성잡지 <신가정>의 기자로 재직했다. 1940년 10월 10일부터는 박찬주와 남편 임봉순(任鳳淳) 등의 후원으로 설립한 경성가정의숙(京城家庭女塾) 교장을 지내면서는 일제의 전시 체제에 적극 협력했다. 당시 부교장은 박순천이었다. 당시 학교 부지를 마련하기 위해 일본까지 갔던 그를 만난 이우는 흔쾌히 운현궁 근처의 부지를 그에게 기증해주었다.

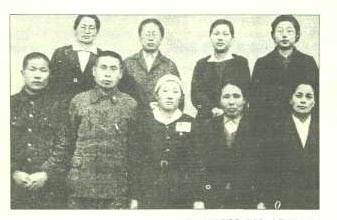
1940년의 경성가정의숙 교직원 사진
(앞줄 오른쪽 두 번째가 황신덕)

1938년 일제의 국방 헌금 모금운동에 참여하였고, 1940년 국민총력조선연맹 후생부 위원, 조선임전보국단 여성부문 평의원으로 친일 단체에도 가입했다. 조선임전보국단에는 김활란, 모윤숙, 박인덕 등이 여성 평의원으로 참가했다. 황신덕은 이들과 함께 조선임전보국단 부인대를 결성하는 데 중요한 역할을 했다. 《매일신보》와 같은 친일 매체에 친일 기고문을 싣거나 좌담회에 참석하기도 했다. 1943년 제자들을 정신대로 보냈다는 의혹이 있다.
1940년 신입생 37명으로 세운 경성가정의숙은 1945년 1월에 사립학교 규정에 의해 중앙여자상과학교로 인가받았다.

### 광복 후 정치 활동
광복 직후 건국부녀동맹 결성에 적극 나섰고, 이후 우익 진영으로 선회하였으며, 1945년 10월 독립촉성중앙회에 참여하였다. 한편 다시 중앙여중,고교의 부지를 물색하던 중 언니 황애덕 등이 능숙한 영어 실력을 발휘하여 미군정청 존 하지 사령관을 설득하여 서울 서대문구 북아현동의 공유지를 불하받아 교사 이전과 신축을 지원하였다. 또한 친구인 박순천을 중앙여중교의 부교장으로 초빙하여 1948년까지 학교 운영을 지원하게 했다.
1946년 6월 민족통일총본부(民族統一總本部)에 참여하여 부녀부 부원으로 활동하였으며 1947년 미군정의 남조선과도입법의원 입법의원을 지냈다. 또한 경성가정의숙을 정식 중앙여자중학교로 승격하여 교장에 취임하였다. 1947년 미군정에서 남조선과도정부를 세우자, 과도정부 관선 대변인을 지냈다. 1948년 대한민국 정부 수립 후에도 1950년까지 정부 대변인을 지내기도 했다.
1950년 6.25 전쟁 직후 6월 28일 서울을 점령한 조선인민군에게 납치되었으나 그해 10월 UN군의 공습으로 인민군 사상자가 발생하고 혼란에 빠지자 기적적으로 탈출에 성공하였다. 이때 그는 8월 6일경 북한의 어느 임시 수용소에서 김효석을 만났는데, 그가 두 팔이 묶인 채 이승만 정권에 대한 비판문을 쓰라고 강요를 받고 있었다고 증언하였다.
1952년 휴전하자 다시 서울로 올라왔다. 이후 북아현동에 중앙여중·고와 추계예술전문학교의 교사(校舍)를 현대식으로 신축하고, 최초로 생활지도부를 설치하여 인성교육을 실시하였다. 동양 유일의 여학생 오케스트라를 창설하여 연례연주회를 개최하게 하였으며, 학교 교과목에 가야금과 전통 무용을 정규 교과 시간에 포함시켜 교육하고 서예와 묵화를 가르치는 등 전통 문화 교육에도 앞장섰다.
1952년에 여성문제연구회를 창립하였고, 1956년에 가정법률상담소를 창설하여 전업주부의 권리 문제, 남성의 정조의 의무 위반 문제, 여성의 이혼 상담과 수속 등에 대한 문제를 제반 지원하였다. 1961년 추계학원 재단을 설립하여 제1대 이사장이 되고, 추계국민학교, 추계유치원을 설립하였다. 1958년 3월 대한어머니회의 창립에 참여하고 대한어머니회 이사로 선출되었다.
1958년 대한민국 최초의 여성 변호사 이태영(李兌榮)과 함께 가족법개정운동(家族法改正運動)을 추진하였다. 이때 이태영으로부터 1952년 신민법(가족관계법의 전신)을 기초 입안하는 과정에서 여성의 인권을 전혀 고려하지 않았다는 사실을 입수하여 가족관계법 개정 운동을 추진하게 되었다.

### 생애 후기
1960년대부터는 추계학원 재단 이사장으로서 많은 여성단체에서 활동하였으며, 3·1 여성동지회 회장도 역임했다. 1962년 문화훈장 대통령장을 수여받았다. 1961년 9월 30일 중앙여중,고 교장을 사임하였다.
1970년 3·1 여성동지회 부회장에 취임하고, 1971년 범태평양 동남아여성협회 회원의 한 사람으로 위촉되었다. 1975년 3·1 여성동지회 회장에 선임되었다. 언니인 황애덕 외에도 기독교 계열 여성운동가인 고황경, 박순천, 이태영, 임영신 등과 교류하였다.
1980년 12월 4일 추계재단 이사장직을 사퇴하였다. 1983년 11월 22일 서울특별시 서대문구 북아현동123의 31번지 자택에서 사망하였다. 경기도 양주군 회천면 새암리(현 경기도 양주시 회암동)의 선영에 안장되었다.

### 사후
이후 묘소는 회암리 천보원으로 이장되었으며, 1984년 5월 회암리 천보원 묘소 앞에 기념비를 제막하였다. 바로 황신덕기념사업회가 구성되고 그의 유고가 출간되었다. 또한 서울특별시 서대문구 아현동 추계예술대학 내에 황신덕 기념관이 세워졌다.
2000년 7월 서울 중앙여고는 일제말기 제자를 정신대로 내보낸 황신덕의 동상을 철거하였다.
2002년 발표된 친일파 708인 명단에 포함되었고, 2008년 민족문제연구소에서 친일인명사전에 수록하기 위해 정리한 친일인명사전 수록예정자 명단에도 선정되었다. 3·1 여성동지회가 주최하는 행사가 황신덕 때문에 친일 논란에 휩싸이기도 했는데, 일평생 교육으로 국가에 세운 공은 덮고 강제로 했던 친일 행위를 들추어 친일파로 몰아세우는 것은 불공평하다는 의견도 있다.
아들 임형빈은 황신덕이 설립한 추계학원 이사장과 중앙여고 교장 등을 지냈다.

## 저서
- 《한국여성독립운동사》(공편저)
- 《무너지지 않는 집을》(1984년)

## 상훈
- 1962년 문화훈장 대통령장

## 가계
- 아버지 : 황석청
- 어머니 :
  - 자매 : 황애덕
- 남편 : 임봉순(任鳳淳, 호는 추정(秋汀), 1900년 - 1966년)
  - 아들 : 임형빈

## 평가

### 긍정적 평가
일제하의 압박 속에서도 굴하지 않고 민족의 자긍을 지키며 정부수립에 중요한 역할을 담당했고, 여성문제의 해결과 여성의 사회적 입지를 구축하는 일에 앞장섰으며, 민족사의 산 증인으로 민족의 수난사 속에서 인간이 얼마나 꿋꿋하게 설 수 있는가를 보여줌으로써 민족 자존의 표상으로 현대 한국인에게 삶의 한 좌표를 제시했다는 등의 평가가 있다.
추계학원 재단에서 간행한 중앙여자중고등학교 간행사는 "일제치하 암흑기에 창립자 추계 황신덕 선생은 오로지 구국의 일념으로 서대문구 충정로 일각에서 온갖 어려움을 무릅쓰고 37명의 신입생과 더불어 개교하였습니다"라고 적고 있다.
해방 후에는 이승만 과도 임시정부 입법위원으로 정부에 들어가 관선 대변인을 맡으며 초기 국정에 참여하기도 한 '민족운동에 앞장 선 여성지도자'라는 평가도 있다.

### 부정적 평가
일제강점기 후반에 일본에 협조하였고 제자들을 전장으로 내몰았다는 비판이 있다.

#### 증언
당시 한 경성가정의숙 재학생은 자신이 당시 정신대에 가게 된 경위를 다음과 같이 설명하고 있다. "황신덕 교장이 하루는 ㄷ여고, ㅇ여고 같은 다른 학교 학생들도 정신대에 지원하고 있는데 우리 학교에 그런 용기있는 학생이 한 사람도 없다는 사실은 슬픈 일이라며 눈물을 흘렸어요. 그 순간 나도 모르게 교장 선생님이 저렇게 눈물로 호소하는데, 내 한몸 희생해 학교를 구하자는 결심이 솟구치더군요." 그리고는 교장실을 찾아갔고 바로 기념사진 찍고 정신대로 끌려갔다고 했다.
그 후 이 여학생은 후지코 시의 총알 만드는 군수품 공장에서 일하다 해방되어 귀국했다. 그는 훗날 황신덕을 찾아갔는데, '1970년 어느해 황신덕의 병환 소식을 듣고 "선생님, 그 때 절 정신대 보내신 것 너무 하셨어요. 선생님 가슴 아프라고 하는 얘기는 아니지만 그 때 왜 그렇게 하셨어요"라고 하였더니 선생님께선 "그래. 네 말이 맞다. 나도 그 일을 후회하고 있네"라고 처음으로 사과의 말씀을 하시더군요"라고 하더라'고 훗날 증언하였다.

## 같이 보기
| - 기독교 사회 운동 - 기독교 페미니즘 - 중앙여자고등학교 - 중앙여자중학교 - 황애덕 - 김활란 - 임영신 - 나혜석 - 박인덕 - 박순천 - 차미리사 | - 추계예술대학교 - 운현궁 - 임봉순 - 박찬주 - 박영효 - 이우 - 의친왕 - 박승호 - 김일엽 - 이태영 - 이윤영 | - 고황경 - 김옥길 - 김명순 - 이광수 - 윤치영 - 윤치호 - 정일형 |

## 참고 자료
- 노영희, 〈황신덕의 일본체험과 일본선각자들과의 지적교류〉동덕여자대학교, 《인문과학연구 제8집:2002년 4월호》 (동덕여자대학교인문과학연구소, 2002년) pp. 197–209
- 반민족문제연구소 (1993년 3월 1일). 〈황신덕 : 제자를 정신대로 보낸 여성 교육자 (장하진)〉. 《친일파 99인 2》. 서울: 돌베개. ISBN 9788971990124.
- 조병래·임경구·전홍기혜 기자 (2002년 3월 8일). “친일파 된 여성 교육선각자들 - <자료입수> 김활란 등 선각 여성 5인의 친일행적”. 프레시안. 2008년 2월 6일에 확인함.
- 추계 황신덕 여사 20주기 추모식 내일 열려 한국일보 2003.11.20
- [데스크일기] 철거된 친일파들의 동상 오마이뉴스 2004.05.08

## 관련 서적
- 황신덕, 《무너지지 않는 집을 : 황신덕 선생 유고집》 (추계황신덕선생기념사업회, 1984)
- 한국학중앙연구원, 《한국민족문화대백과》 (한국학중앙연구원, 1996)
- 송남헌, 《한국현대정치사 (하)》 (한국사료연구소, 1980)
- 전봉관, 《경성 자살 클럽》 (살림, 2008)
- 중앙여자고등학교, 《우리 황신덕 선생》 (중앙여자고등학교, 1971)
- 중앙여자고등학교, 『중앙 30년사』 (중앙여자고등학교, 1971)
- 김학진, 《나라사랑의 일생 황신덕 여사》 (선일문화사, 1974)
- 최은희, 『조국을 찾기까지』 (탐구당, 1973)
- 중앙선거관리위원회, 《정당연구자료 제1집》 (중앙선거관리위원회, 1965)
- 반민족문제연구소, 《친일파 99인 2》 (돌베개, 1993)